# Consonant velar
Una consonant velar (o simplement velar en l'àmbit de la fonètica) és aquella consonant que s'articula tocant amb la base de la llengua a la part posterior del paladar.
Les velars són un tipus de sons molt comuns, només s'han registrat dues llengües que no en tinguin (el tahitià i el xavante) i la [k] és la consonant més freqüent en termes estadístics a tots els idiomes. Molts sons velars pateixen palatalització en funció del context en què es trobin.

## En català
En català, els sons [g], [k], [ɣ] i [ŋ] són velars.